# Ersan Gülüm
Ersan Adem Gülüm, nacido el 17 de mayo de 1987 en Melbourne, Australia, es un futbolista profesional australiano nacionalizado turco que juega como defensor en el Antalyaspor de la Superliga de Turquía. Cómo nació en Australia, Gülüm jugó para Australia sub-23 antes de representar a Turquía en la competición de alto nivel.

## Trayectoria

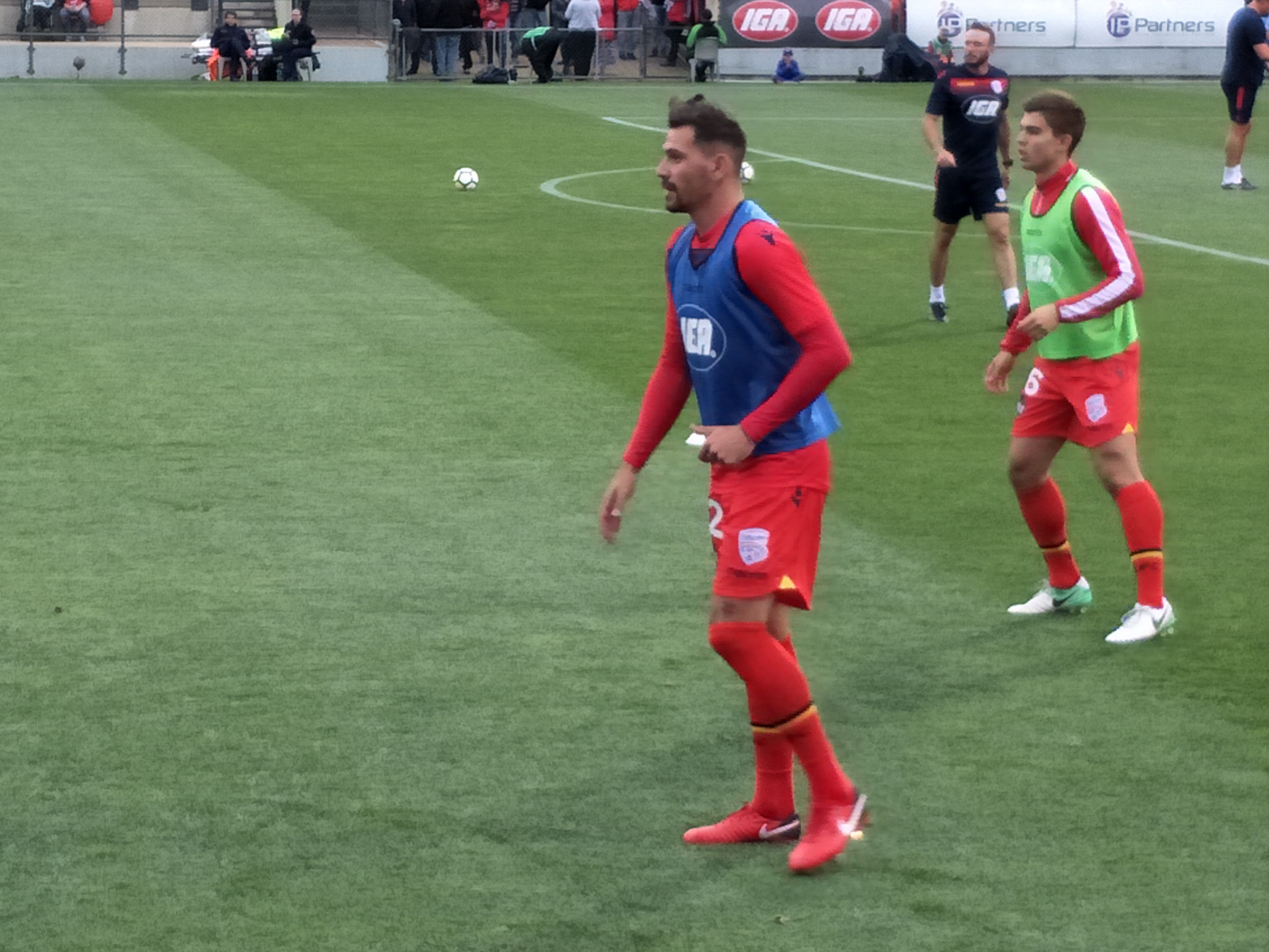
Ersan Gülüm entrenando con el Adelaide United FC de la primera división de Australia.

### Hume City
Empezó su carrera a los 17 años jugando como defensa.

### Vestel Manisaspor
Fue trasladado inicialmente al Super Liga turca con el Manisaspor, luego de ser descubierta por los principales equipos de Operations Manager Ezel Hikmet y se refirió al entrenador con experiencia turca Ersun Yanal mientras jugaba para el capitán y el Boys School equipo de Australia de gira en el Reino Unido. Impresionado con el talento natural del joven defensor Gülüm era una parte del primer equipo durante toda la temporada como un defensor de copia de seguridad, pero solo consiguió 2 Super League y 2 partidos de la Copa de Turquía.

### Elazigspor
Fue trasladado a Elazigspor a mediados temporada de descanso cuando se las arregló para jugar en cada partido, ganando una reputación como un fuerte defensor de pierna izquierda.

### Adanaspor
Después de una sólida segunda mitad de la temporada, Gülüm fue trasladado a Adanaspor para el 2008-2009 firmar un lucrativo contrato de 3 años, donde jugó 30 partidos de liga y fue recompensado por su gran estado de forma al ser seleccionado en el equipo del año como el mejor defensa central en la competencia.

### Beşiktaş
El 17 de julio de 2010, Gülüm fue transferido al Beşiktaş con la adquisición de una opción de préstamo por una temporada.

### Hebei China Fortune
El 4 de febrero de 2016 fue fichado por 7 000 000 €.

### Beşiktaş
En enero de 2017 volvía al Beşiktaş de la Super Liga turca donde solo jugaría hasta ese mismo verano.

### Adelaide United FC
En el verano de 2017, Ersan Gülüm fue cedido al Adelaide United FC de Australia por un año.

### Hebei FC II
En junio de 2018 Ersan Gülüm volvió de Australia para volver al club al cual pertenecía, pero el club decidió descender al jugador al segundo equipo del Hebei de China, donde solo jugaría media temporada. 

### Western United FC
Después de jugar en el segundo equipo de Hebei, Ersan Gülüm fue fichado por el Western United FC de la primera división de Australia donde solo jugaría hasta enero de 2020.

### Antalyaspor
Ersan Gülüm fue transferido al Antalyaspor de la Super Liga turca en enero de 2020.

## Selección nacional
Con forma societaria reciente sólida ha habido especulación de que iba a ser seleccionado para Australia el amistoso contra Egipto. A pesar de Holger Osieck sugiriendo que era un jugador para el futuro, una vez Socceroos Manager, Guus Hiddink se abalanzó y se agrega Ersan Gülüm a la escuadra turca a jugar los Países Bajos, a pesar de que no hizo su debut internacional para las estrellas Media Luna Roja en ese partido.
Gülüm hizo su debut internacional para el australiano bajo el equipo nacional de 23 como sustituto 84 minutos de Ruben Zadkovich el 6 de junio de 2007 ausentes a Jordania.
Osieck se había reunido con Gülüm mientras que el equipo masculino de Australia fue de gira por Europa y afirmó que Gülüm fue “muy positiva” sobre la representación de Australia. Gülüm no fue seleccionado en la lista definitiva de 23 jugadores y todavía es elegible para jugar para o bien el pavo o el equipo nacional de Australia. Una fuente indicó que era el padre de Gülüm que puso presión sobre el jugador para jugar por la parte turca. Gülüm fue llamado nuevamente a la selección nacional de Turquía en noviembre de 2012, esta vez por Abdullah Avci . Él dijo que estaba orgulloso de ser parte del equipo nacional.
Él se quedó fuera del equipo en la lista cuando el equipo jugó ante Rumania el 12 de octubre de 2012. Gulum no descartaba jugar para Australia en la Copa Mundial de la FIFA Brasil 2014. Holger Osieck piensa que él es defensor de la calidad que se ajuste a los defensas centrales, o hacia la izquierda de nuevo lugar tranquilo y si se pone a disposición. Gulum rechazó la oferta de Holger Osieck a formar parte de los Socceroos de 23 jugadores en el torneo de 2011 AFC Copa Asiática Qatar después de la presión de su padre para no echar a perder su oportunidad de jugar en Turquía.

## Palmarés
Beşiktaş
Copa de Turquía: 2010-11